# محمد سيف
محمد سيف (31 مايو 1992) لاعب كرة قدم بحريني يلعب حاليا لصالح نادي الدرجة الأولى البسيتين البحريني في مركز قلب الدفاع من 2010.

## الإنجازات
- الدرجة الأولى (1): 2013